# Luis Rey de Castro
Luis Rey de Castro Caritg (Arequipa, 24 de abril de 1930-Lima, 12 de abril de 2016) fue un polémico y destacado periodista, columnista, poeta y escritor peruano.

## Biografía
Nacido en Arequipa, fue hijo de Ernesto Rey de Castro Forga y Carmela Caritg Forga.
Estudió Letras en las Universidades de San Agustín de Arequipa (1947-1948) y San Marcos de Lima (1958).
Se inició en el periodismo escrito en Arequipa, colaborando en el diario El Deber (1948-1950), desde cuyas páginas atacó a la dictadura de Manuel Odría, lo que le valió una temporada en la prisión. Luego pasó a Lima e ingresó al diario La Prensa de Lima, donde tuvo su columna llamada La Torre de Papel, donde comentaba temas de actualidad. Formó parte de un brillante grupo de periodistas, entre los que se contaban Juan Zegarra Russo, Enrique Chirinos Soto, Arturo Salazar Larraín, Patricio Ricketts, entre otros, todos ellos formados bajo la dirección del célebre Pedro Beltrán. Volvió a sufrir prisión en 1956, esta vez junto con Beltrán.
En 1962, tuvo una breve incursión en televisión, durante once meses, con el programa dominical Las cartas sobre la mesa en América Televisión. En él se invitaba a políticos y funcionarios del Estado para entrevistas delineadas por la naturaleza de las preguntas del público. Debido a que se convirtió en un programa de oposición fue retirado del aire.
Siguió trabajando en La Prensa hasta que viajó a Europa para volver a fines de los años 1960, durante el gobierno militar de Juan Velasco Alvarado. En febrero de 1972 fue deportado a España, regresando gracias a una amnistía del Presidente Francisco Morales Bermúdez. Trabaja en la Southern Perú y luego como Director de Informaciones en el cuestionado SINACOSO (Sistema Nacional de Comunicación Social).
En 1981, luego de una conversación con el periodista Carlos Paz Cafferata y con el broadcaster Genaro Delgado Parker de Panamericana Televisión retornó a la televisión peruana con el micro programa La Ventana de Papel (1982-1987), primero con programas grabados y luego con un espacio en vivo en el programa mañanero Buenos Días, Perú, que alcanzó 756 emisiones. Luego pasó a Frecuencia Latina (canal 2), donde continuó su programa diario de comentarios político, titulado esta vez Torre de Papel (1992-1995).
Posteriormente, continuó con sus labores periodísticas en los diarios El Comercio y Diario Expreso y luego en el Diario Correo, con su tradicional columna de análisis de temas de actualidad.
Falleció el martes 12 de abril de 2016.

## Obras
- De muerte natural (1988), poemario.
- El espejo y otros túneles (1993), narraciones.
- Rehén voluntario. 126 días en la embajada del Japón (1998), crónica.
- Crónica de un dios menor (2002)

## Premios y reconocimientos
- Premio Nacional de Periodismo Bausate y Meza (1965 y 1968)
- Premio Nacional de Cuento Ricardo Palma (1971)
- Premio Nacional de Periodismo (1973)
- Premio Copé de Cuento (1981)